# Лукино (Щёкинский район)
Лукино — деревня в Щёкинском районе Тульской области России.
В рамках административно-территориального устройства является центром Лукинской сельской администрации Щёкинского района, в рамках организации местного самоуправления является центром сельского поселения Лазаревское.
В деревне родился Герой Советского Союза Семён Семёнович Куприянов.

## География
Расположено в 22 км к юго-западу от железнодорожной станции города Щёкино, на автодороге М2.

## Население
| 2002 | 2010 |
| ---- | ---- |
| 503  | ↘447 |

## История
В 1857 году деревня входила в Крапивенский уезд.
В 2004 году недалеко от деревни нашли 100 снарядов Великой Отечественной войны.